# Ezav de' Buondelmonti
Ezav de’ Buondelmonti (tal. Esaù de' Buondelmonti; grčki: Ησαύ Μπουοντελμόντ) bio je grčki plemić talijanskog podrijetla te despot Epira u Grčkoj.
Roditelji su mu bili firentinski plemić Manente Buondelmonti i njegova supruga, Lapa Acciaiuoli, sestra Nikole Acciaiolija od Korinta. Ezav je došao u Grčku, a bio je nazvan po jednom biblijskom liku, Ezavu, sinu Izaka.
Ezav je oženio plemkinju i kraljicu Epira, Mariju Anđelinu Paleolog, koja je znana i kao Marija Nemanjić, a majka joj je bila kraljica Tomaida Orsini.
Za razliku od prvog Marijinog muža, Tome Preljubovića, Ezav je bio dosta popularan u narodu te je napravio nekoliko stvari koje su mu omogućile da uživa naklonost podanika. Za biskupa Janjine (Γιάννενα) je postavljen jedan Matej, a i prognani plemići su se vratili u Epir.
Ezav je u bitkama pobijedio Albance i Turke.
Umro je 6. veljače 1411.

## Obitelj
Ezav je bio muž plemkinje Marije, kraljice Epira. Oženio je i Irenu, kćer Ivana Spate. Na kraju je oženio i Jevdokiju Balšić, kćer Đurđa I. Balšića. Imali su troje djece; njihov je sin bio Georgije de' Buondelmonti (Γεώργιος Μπουοντελμόντι), koji je kao i Ezav bio katolik.